# Mamen Celarain
María del Carmen Celarain Echaveguren (San Sebastián, 1957), más conocida como Mamen Celarain, es una exjugadora de balonmano española que jugaba de guardameta en el Medina Guipúzcoa y en la Selección Española.

## Trayectoria
Criada en el barrio donostiarra de Añorga, era estudiante del Colegio Montpellier de la zona conocida como Benta Berri de San Sebastián. En los últimos años del instituto compaginó el atletismo con el balonmano de la mano de Manoli Fuentes (esposa de Juanjo Igea, famoso entrenador de la época del Medina Guipúzcoa).
Tras el ascenso a División de Honor y la desaparición del Touring de Errentería, muchas de las jugadoras del equipo recién desaparecido se unieron al Medina Guipúzcoa y, entre ellas, la portera con la que compartió puesto: Izaskun Calleja.
Mamen formó parte del primer equipo guipuzcoano que ganó una liga, en la temporada 1972/73, título que repitió en la 1974/75 tras quedar subcampeonas en la 1971/72.Tras la desaparición del Medina, junto a Mariví Cortés, se fueron al Pasajes, otro de los grandes clubes vascos de la época y terminó su carrera jugando en el Rancho Castelldefels, donde compartiría equipo con Lydia Pena, Carme Rams o Angeles Casafont. Al tener un trabajo en San Sebastián, entrenaba en el desaparecido ACD Ayeteentre semana e iba a competir los fines de semana con el conjunto catalán. Ganó su primera Copa de la Reina en Huelva al gran Iber Valencia (que contó con la baja de la gran estrella del momento, Vicenta Cano y una actuación sobresaliente de Mamen Celarain).
Tras esa temporada, terminó su carrera, con 32 años, en la ACD Ayete donde jugó dos temporadas más, con el que llegó a jugar una final de Copa.
Con la selección española disputó 56 partidos. Fue internacional entre los años 1972 y 1981. En los inicios de la selección sólo se jugaban dos partidos internacionales al año pero llegó a competir en el Campeonato del Mundo B de 1981 y ganó la medalla de plata en los Juegos Mediterráneos de Split en 1979. Debutó el 29 de enero de 1972 y su último encuentro fue en el Campeonato del Mundo B de 1981.

## Títulos y galardones

### De clubes
- 2 x División de Honor española de balonmano (1972/73, 1974/75)
- 1 x Copa de la Reina de balonmano (1981)

### Con la selección
- 1 x  Medalla de plata en los Juegos Mediterráneos (1979)